# Línea P1 (Montevideo)

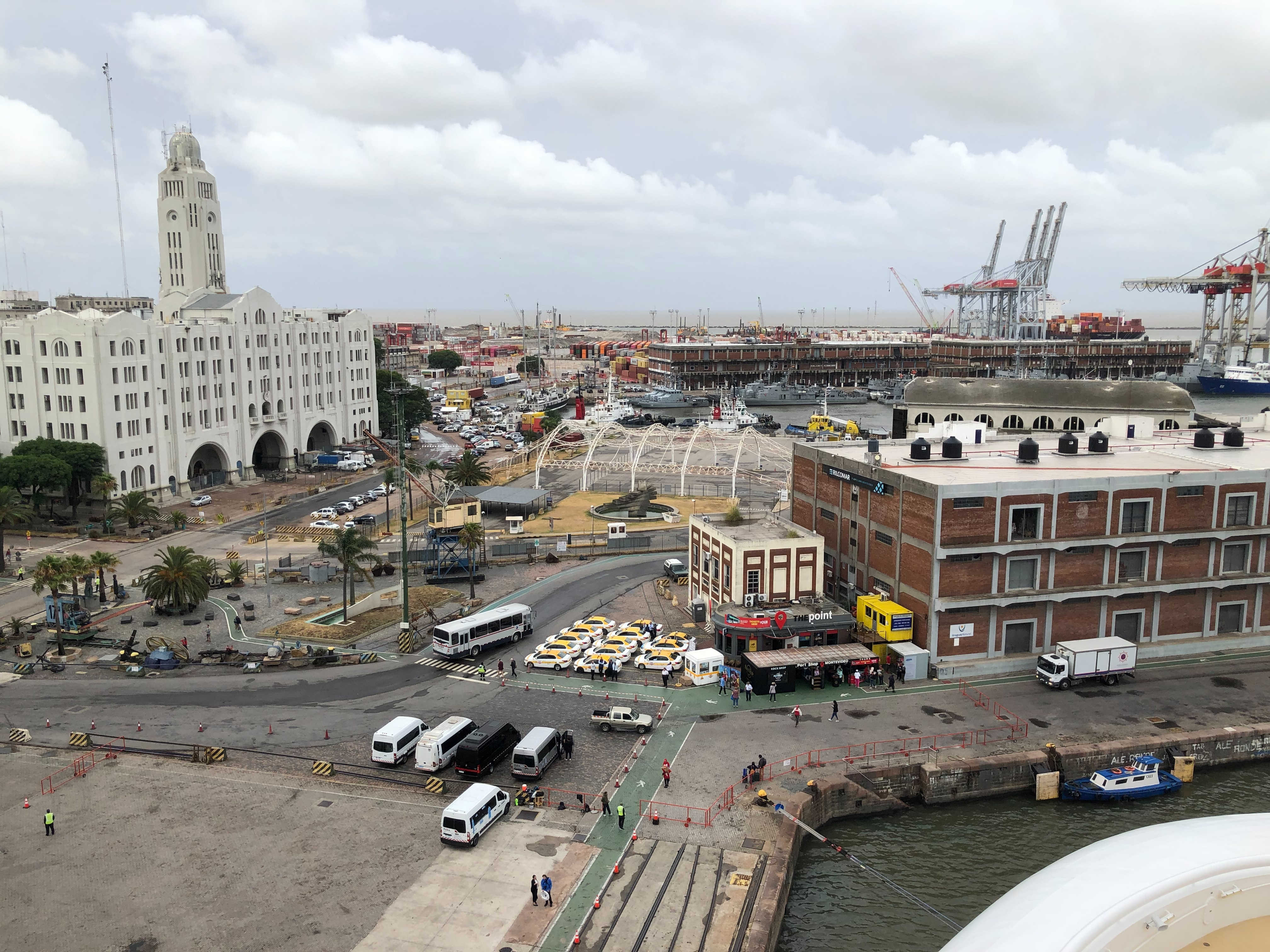
Vista del Puerto de Montevideo y de la línea P1.

La línea P1 es una línea especial de Montevideo que opera dentro del Puerto de Montevideo mediante circuito.

## Antecedentes
En los años noventa, se creó en el departamento de Canelones una línea de carácter social, a la cual se le adjudicó la denominación de P1 y fue operada por la Compañía de Ómnibus de Pando, la cual no duró mucho tiempo y fue suprimida. 

## Creación
En el año 2020, por iniciativa de la Administración Nacional de Puertos con la intención de mejorar la operativa portuaria y disminuir así la circulación de vehículos particulares dentro del recinto. El prestador de esta línea ahora es la empresa Cutcsa.

## Características
Dentro del recinto portuario, su recorrido inicia en la calle Colombia, sobre el barrio de La Aguada para circular por la calle La Marseillaise y otras calles internas del mismo, hacia los alrededores de la Terminal de Pasajeros en la Ciudad Vieja, para retornar mediante circuito a su punto de partida.   
En dicho recorrido circula por diferentes edificios de interés, como el Depósito Santos, sede del Ministerio de Turismo, el Edificio de la Aduana, la Terminal de pasajeros y otros edificios comerciales de la operativa portuaria.  
En el último turno la última parada se extiende a la Terminal Ciudadela, saliendo del recinto portuario.  